# Ibicoara
Ibicoara este un oraș în statul Bahia (BA) din Brazilia.